# Francisco Javier Olavarría Patiño
Francisco Javier Olavarría Patiño  (Ciudad de México, 14 de febrero de 1955) es un diplomático mexicano. Se ha desempeñado como embajador de México ante el gobierno de El Salvador y encargado de negocios ad interim en la Embajada de México en Cuba y Portugal, entre otros numerosos cargos. Entre 2019 y 2022 fungió como embajador de México en la República de Chile.